# James Tobin
James Tobin (ur. 5 marca 1918 w Champaign, zm. 11 marca 2002 w New Haven) – amerykański ekonomista, laureat Nagrody Banku Szwecji im. Alfreda Nobla w dziedzinie ekonomii w 1981 (wcześniej, w 1955, otrzymał Medal Johna Batesa Clarka).

## Życiorys
Studiował na Uniwersytecie Harvarda. Był doradcą ekonomicznym prezydenta Kennedy’ego oraz profesorem Uniwersytetu Yale (w New Haven). Zajmował się teorią inwestycji, opracował nową teorię wyboru portfela inwestycyjnego uwzględniającą ryzyko ponoszone przez inwestorów.
Zaproponował wprowadzenie podatku, zwanego obecnie podatkiem Tobina na spekulacyjne transakcje walutowe, z którego dochód miał być przeznaczony na wyrównanie nierówności społecznych. Argumentował, że będzie on skutecznym instrumentem walki z walutową spekulacją finansową na skalę globalną i odsunie niebezpieczeństwo gwałtownego osłabienia waluty jakiegoś kraju na skutek działań spekulantów.
Nagrodę Banku Szwecji (w 1981) otrzymał za analizę rynków finansowych i ich związków z decyzjami o wydatkach, zatrudnieniem, produkcją i cenami.